# Młodzieżowe Indywidualne Mistrzostwa Polski na Żużlu 1996
Młodzieżowe Indywidualne Mistrzostwa Polski na Żużlu 1996 – zawody żużlowe, mające na celu wyłonienie medalistów młodzieżowych indywidualnych mistrzostw Polski w sezonie 1996. Rozegrano dwa turnieje półfinałowe oraz finał, w którym zwyciężył Tomasz Bajerski.

## Finał
- Rzeszów, 4 lipca 1996
- Sędzia: Marek Wojaczek

| Msc. | Zawodnik            | Klub         | Pkt   |             |  |
| ---- | ------------------- | ------------ | ----- | ----------- |  |
| 1    | Tomasz Bajerski     | Toruń        | 13    | (1,3,3,3,3) |  |
| 2    | Rafał Dobrucki      | Piła         | 12 +3 | (0,3,3,3,3) |  |
| 3    | Damian Baliński     | Leszno       | 12 +2 | (3,2,3,2,2) |  |
| 4    | Wiesław Jaguś       | Toruń        | 11    | (2,1,2,3,3) |  |
| 5    | Piotr Protasiewicz  | Wrocław      | 9     | (2,3,3,0,1) |  |
| 6    | Rafał Trojanowski   | Rzeszów      | 9     | (1,2,2,2,2) |  |
| 7    | Robert Mikołajczak  | Leszno       | 7     | (2,3,1,1,u) |  |
| 8    | Grzegorz Walasek    | Zielona Góra | 7     | (0,1,1,3,2) |  |
| 9    | Paweł Staszek       | Grudziądz    | 7     | (1,2,2,2,0) |  |
| 10   | Piotr Winiarz       | Rzeszów      | 7     | (2,1,2,1,1) |  |
| 11   | Krzysztof Jabłoński | Gniezno      | 6     | (3,1,0,u,2) |  |
| 12   | Sebastian Ułamek    | Częstochowa  | 6     | (3,2,1,d,–) |  |
| 13   | Waldemar Walczak    | Piła         | 5     | (3,0,w,2,w) |  |
| 14   | Mariusz Staszewski  | Gorzów Wlkp. | 5     | (1,0,1,0,3) |  |
| 15   | Rafał Osumek        | Częstochowa  | 1     | (0,0,d,1,–) |  |
| 16   | Tomasz Cieślewicz   | Gniezno      | 0     | (0,0,0,0,0) |  |
|      | rez. Rafał Kowalski | Piła         | 1     | (0,1)       |  |
|      | rez. Maciej Kuciapa | Rzeszów      | 1     | (1)         |  |